# Vanessa Bauche
Alma Vanessa Bauche Chavira (Ciudad de México, 18 de febrero de 1973) es una actriz, conductora, productora, escritora, locutora, cantante, promotora cultural y activista social mexicana.

## Carrera
En su carrera a lo largo de más de 39 años, se cuentan 32 largometrajes, 29 obras de teatro, series, telenovelas, radionovelas, audioseries y teatro cabaret.
Entre las películas más importantes de su carrera destacan Amores perros de Alejandro González Iñárritu, The Three Burials of Melquiades Estrada de Tommy Lee Jones, Las vueltas del citrillo de Felipe Cazals, Digna: hasta el último aliento sobre Digna Ochoa de Felipe Cazals Imitation de Federico Hidalgo, A silent love de Federico Hidalgo, La máscara del Zorro de Martin Campbell, Piedras Verdes de Ángel Flores, El patrullero (Highway Patrolman) de Alex Cox, De la calle de Gerardo Tort, Un embrujo de Carlos Carrera, Al otro lado de Gustavo Loza, y Un año perdido de Gerardo Lara.
En televisión participa en las series: Acapulco, Juegos Interrumpidos, Guerra de Vecinos (primera temporada), Nosotros los Guapos, Luis Miguel, Rosario Tijeras (primeras temporadas), Su nombre era Dolores, El Capitán, Cloroformo, El Encanto del águila, Ellas son la alegría del hogar (en la que también interpreta el tema de salida), Mujeres asesinas, Locas de amor, y Hermanos y detectives, entre otras. 
Además de las telenovelas Mi Secreto, La Jefa del Campeón, La doble vida de Estela Carrillo,  Eva la trailera, Ramona, La jaula de oro, Morir dos veces, Simplemente María, La doble vida de Estela Carrillo, La jefa del campeón, Flor y Canela y Dos Vidas, entre otras. Protagoniza más de 20 episodios de Mujer, casos de la vida real.
Como conductora participa en los programas: Espacio Shorts México, CortoCircuito, Cultura en línea, Proyecto 48 y Top 20 de NatGeo.
En teatro protagoniza: La Insignificancia de llamarse Juana, Volando al Sol, Cáncer de Olvido, Casa de muñecas de Henrik Ibsen, Solo quiero hacerte feliz de Alan Ayckbourn, On insomnia and Midnight, De insomnio y medianoche de Edgar Chías, Stabat Mater de Humberto Leyva, Animales insólitos de Humberto Leyva, Juan Diego, Santo de Fabiola Díaz de León, Venecia de Jorge Accame, Las Cartas de Mozart de Emilio Carballido, Mujeres de arena de Humberto Robles, El eclipse y Atardecer en el Trópico de Carlos Olmos, entre otras.
En 2006 se convierte en la primera actriz latinoamericana en protagonizar teatro invitada por el Royal Court Theatre de Londres, Reino Unido, con la obra On Insomnia and Midnight de Edgar Chías, obteniendo temporada llena y excelentes críticas de la prensa especializada. 
Ese mismo año es nombrada Embajadora del Cine Mexicano en Roma, Italia, por la Asociación Cultural Nuevo Horizonte Latino (Ass. Culturale Nuovi Orizzonti Latini). La Asociación realiza una exitosa retrospectiva de su trayectoria en cine. 
En 2007 es invitada por la BAFTA (British Academy of Film and Television Arts) para impartir una Conferencia Magistral en Londres sobre su trayectoria en cine.
En 2009 debuta en teatro cabaret, con un espectáculo unipersonal coescrito y producido por ella, titulado Juana's Soul, o la insignificancia de llamarse Juana con el cual Inauguró el Encuentro Binacional México-USA de Dramaturgia en el CECUT, en Tijuana, participando dos años consecutivos en el Festival Internacional de Teatro Cabaret, organizado por Las Reinas Chulas y recorrió el país en Festivales y Universidades a lo largo de seis años.
Es productora asociada del documental Bajo Juárez: La ciudad devorando a sus hijas, dirigido por Alejandra Sánchez y José Antonio Cordero, que abordó los feminicidios en Ciudad Juárez y que ha sido acreedor a más de siete premios internacionales, además de haber sido nominado al Ariel como Mejor Documental (2008).
En 2001 funda del Movimiento Cultural Techo Blanco (MCTB), colectivo artístico multidisciplinario, donde produce, dirige y actúa en varios cortometrajes. Como directora ha realizado los cortmetrajes ¿Alguien vio a Lola? (Ganador del premio a Mejor Cortometraje en Video en el Guanajuato International Film Festival en 2001) y Visita de doctor, escrito por Juan Ríos Cantú.
Colabora de 2002 a 2009 con la ONG Nuestras Hijas de Regreso a Casa.
En 2018 protagoniza la audio serie original para StoryTel: El Accidente de Santiago Roncagliolo. Una de las más exitosas de la plataforma. 
Es fundadora y Directora General de la casa productora: YoloCan, Producciones, S.A. de C.V.
En 2019 recibe el Bastón de Mando como Embajadora por la paz de los Pueblos Originarios y las 68 Lenguas Maternas.
En 2020 durante la pandemia funda El Centro Nacional de Cultura de Paz, A.C., el cual Preside actualmente. 
En 2023 denunció la violencia contra la mujer que ejerció un compañero actor miembro de la producción de la serie de Netflix "Guerra de Vecinos", actos por los que denunció por la vía legal: Acoso, Delitos vs la Dignidad Humana, Abuso Sexual y Daño Moral. Ganando esta última demanda, en tanto la denuncia penal sigue su curso en favor de ella  .

## Filmografía
- Acapulco (2022-2025) - Nora Ramos
- Juegos interrumpidos (2024-2025) - Victoria
- Mi secreto (2022) - Carmita Rivero de Carvajal
- Guerra de vecinos (2021) - Leonor Salcido
- Nosotros los guapos (2019) - Natacha
- La jefa del campeón (2018) - Martina Morales de Durán
- Luis Miguel (2018) - Rosy Esquivel
- La doble vida de Estela Carrillo (2017) - Leticia Jiménez
- Rosario Tijeras (2016-2017) - Rubí Morales
- Eva la Trailera (2016) - Soraya Luna de Mogollón
- Vidas violentas (segmento Heridas) (2015) - Mamá
- El Capitán (2015) - Brigada Espíritu
- Elvira, te daría mi vida, pero la estoy usando (2015) — Luisa
- Cabeza de Buda (2009) — Meche
- Ellas son... la alegría del hogar (2009)- Carmela
- Mujeres asesinas (2008)- Julia (Episodio: Ana, corrosiva)
- Todos hemos pecado (2008) — Magdalena La Trenzuda
- Imitation (2007) — Teresa (película canadiense)
- Dios te salve (2005) — Sor María (cortometraje)
- Las vueltas del citrillo (2005) — Melba
- Los tres entierros de Melquiades Estrada (2004) — Mariana
- Al otro lado (2004)
- A silent love (2003) — Gladys
- Digna... hasta el último aliento (2002) — Digna Ochoa
- De la calle (2001) — Amparo
- Piedras Verdes (2001) — Mariana
- Amores perros (2000) — Susana
- One Man's Hero (1999) — Flor
- Un dulce olor a muerte (1998) — Lilia
- Un embrujo (1998) — Magda
- The Mask of Zorro (1998) — Chica India
- Le jour et la nuit (1997) — Maria
- Morir dos veces (1996) - Carla
- Cupo limitado (1996) — Mariana
- La ley de las mujeres (1995) — Ana
- Hasta morir (1994) — Esther
- Un año perdido (1992) — Matilde
- Highway Patrolman El Patrullero  (1991)
- Simplemente María (1989-1990) - Julia Carreño
- Flor y canela (1988-1989)
- Dos vidas (1988)

## Premios y reconocimientos
- 2019 Premio Mujeres de Excelencia, otorgado por la Cámara Nacional de la Mujer, El Salón de la Fama, El Claustro Mundial Universitario y la Organización Mundial de Líderes.
- 2019 Recibe el Bastón de Mando como Embajadora por La Paz de Los Pueblos Originarios y las 68 Lenguas Maternas, por parte de La Gubernatura Nacional Indígena.
- 2018 Premio 22 Líderes otorgado por el Grupo Editorial Mundo Ejecutivo y Mujer Ejecutiva.
- 2017 Homenaje en Corto otorgado por el Festival Internacional de Cortometrajes: Shorts México
- 2016 Nominada al Premio Las Diosas de Plata que otorga PECIME como Mejor Co-Actuación Femenina por: Elvira, te daría mi vida, pero la estoy usando de Manolo Caro.
- 2016 Nominada al Premio Ariel que otorga la Academia Mexicana de Artes y Ciencias Cinematográficas (AMACC) como mejor Co-Actuación Femenina por: Elvira, te daría mi vida, pero la estoy usando de Manolo Caro
- 2007 Reconocimiento Proyección Internacional otorgado por el Senado de la República como parte del homenaje que rindió a cineastas mexicanos por su destacada labor en el ámbito cinematográfico a nivel mundial.
- 2007 Invitada por la BAFTA (Academia Británica de Arte en Cine y Televisión) para impartir una conferencia magistral sobre su experiencia profesional, como parte del homenaje al Cine Mexicano que la Academia celebró ese año.
- 2006 Invitada Especial por la Associazione Culturale Nuovi Orizzonti Latini al IV Incontro con Il Cinema Latini en Roma, Italia, donde es nombrada Embajadora del Cine Mexicano, con la proyección de Amores perros, Al otro lado, Digna... hasta el último aliento, Las vueltas del citrillo y el cortometraje Dios te salve.
- 2006 Palmarés doble como Mejor Actriz por Al otro lado y Las vueltas del citrillo, otorgado por el Catalunya Film Festival, en Lérida, España.
- 2006 Premio Las Diosas de Plata María Félix como Mejor Actriz por Al otro lado, otorgado por PECIME (Periodistas Cinematográficos de México).
- 2006 Top Ten To Watch, reconocimiento a la proyección internacional otorgado por el San Diego Latino Film Festival y el MEDIA ARTS CENTER en San Diego, California.
- 2005 Actriz del año, premio que otorga la CANACINE (Cámara Nacional de Cinematografía) por Digna... hasta el último aliento.
- 2005 Nominada al Premio Ariel como Mejor Actriz por Digna... hasta el último aliento.
- 2003 Premio Bravo otorgado por la Asociación Rafael Banquells, A.C. como Mejor Actriz de Programa Unitario por Mujer... Casos de la vida real.
- 2003 Premio Tatú-Tumpa a la Excelencia y Contribución al Desarrollo de las Artes Cinematográficas, otorgado por el V Festival Iberoamericano de Cine de Santa Cruz, Bolivia.
- 2003 Invitada especial junto con el cineasta Víctor Gaviria al Festival Cine a la Calle 3, en la Universidad Autónoma del Caribe, en Barranquilla, Colombia, con proyección de la película Piedras Verdes.
- 2002 Premio Ariel como Mejor Coactuación Femenina por De la calle.
- 2002 Premio Quetzal Revelación Artística XXIII Edición, México.
- 2002 Nominada a Las Diosas de Plata como Mejor Coactuación Femenina por De la calle.
- 2002 Premio ACPT (Agrupación de Críticos y Periodistas de Teatro) como Mejor Coactuación Femenina por la obra Venecia.
- 2002 Premio APT (Agrupación de Periodistas Teatrales) Mejor Coactuación Femenina por la obra Animales Insólitos.
- 2002 Nominada al Premio Heraldo como Mejor Actriz de Teatro por la obra Venecia.
- 2001 Nominada en el Festival Internacional de Cine de la Habana como Mejor Actriz por Piedras Verdes.
- 2001 Nominada al Premios Heraldo de México como Mejor Actriz de Cine por Amores Perros.
- 2001 Premio del público revista ERES como Mejor Actriz de Cine por Amores Perros.
- 2001 Premio Goliardo, otorgado por la Agrupación Internacional de Escritores de Ficción y Fantasía por la dirección del cortometraje ¿Alguien vio a Lola?.
- 2000 Primer Lugar en el Video Festival Internacional de Cine Expresión en Corto por dirección de ¿Alguien vio a Lola?.
- 2000 Premio Taquilla de Oro, otorgado por CANACINE por Amores Perros.
- 1999 Premio Ariel como Mejor Actriz de Cuadro por Un embrujo.
- 1999 Nominada al Premio AMCT (Asociación Mexicana de Críticos de Teatro) como Mejor Coactuación Femenina por Las cartas de Mozart.
- 1998 Premio APT como Mejor Coactuación Femenina por Stabat Mater.
- 1998 Nominada al Premio AMCT como Mejor Actuación Femenina por Stabat Mater.
- 1997 Nominada al Premio APT Mejor Coactuación Femenina por Atardecer en el trópico.
- 1994 Nominada al Premio Ariel como Mejor Coactuación Femenina por "Hasta Morir".
- 1993 Premio Heraldo como Revelación en Cine por Un año perdido.

## Familia
Es hija de Héctor Armando Bauche Merino, conocido como Tito Bauche, recordado por haber sido el introductor del bossa nova en México. Es prima de las cantantes Maya Karunna y María Karunna, sobrina de la cantautora y actriz Margarita Bauche y sobrina política del actor José Roberto Hill.